# Mike Mouzie
Mike Mouzie (ur. 20 marca 1978 w Onitshy) – nigeryjski piłkarz występujący na pozycji obrońcy. Swoją karierę rozpoczął w nigeryjskim klubie Jasper United, zaś latem 1999 roku trafił do Polski, gdzie związał się z Orlenem Płock. Następnie występował także w Lechu Poznań, Kasztelanie Sierpc, Drwęcy Nowe Miasto Lubawskie oraz Podbeskidziu Bielsko-Biała. W polskiej Ekstraklasie rozegrał w sumie 24 spotkania.